# Manufaktur
Manufaktur (overtaget fra fransk manufacture; afledt af latin manus, hånd, og factura, tilvirkning) er en førindustriel produktionsform, hvor en virksomhed producerer varer var hjælp af arbejdsdeling blandt flere medarbejdere og gennem en vis automatisering af produktionsprocessen. Manufaktur fandt sted uden brug af kunstigt drevne maskiner (modsat industri), ild (modsat værk) eller vandkraft (modsat fabrik).[kilde mangler]
Varerne var som regel til et ubekendt marked. Produktionsformen markerede overgangen fra håndværk til massefremstilling og var udbredt i Vesteuropa i 1600- og 1700-tallet.
Til oprettelse af manufakturer og fabrikker krævedes, hvor der ikke var næringsfrihed, særlig kongelig bevilling. Eller de oprettedes ved direkte foranstaltning af statsmagten
- ved lån fra statens eller kongens kasse,

- ved hjælp af fritagelse for skatter og afgifter, særlig toldbeskyttelse,

- eller hvad forholdene ellers tilfælde krævede. Formålet var i merkantilismens ånd at fremme den indenlandske produktion, fremskaffe varer til eksport og undgå indførsel af fremmede varer. I driftsform fik manufakturer den moderne industrivirksomheds karakter med gennemført arbejdsdeling, anvendelse af ufaglært arbejdskraft, skiftende antal arbejdere efter konjunkturer og afsætningsmuligheder.[2]

I sammenligning med de sædvanlige håndværksbedrifter var manufakturer gerne storbedrifter. Også efter nyere tiders forhold. Ved Frederik 5.s død skal der således i tekstilmanufakturerne i København have været 640 væve og henved 5.700 arbejdere, hvilke tal dog synes at være højt i forhold til andre oplysninger fra 18. århundrede; af de under Ludvig 14. af Colbert grundlagte manufactures royales (hvorunder også fabrikker, idet manufakturer her betegner la grande industrie i almindelighed) var flere med arbejdere i hundredetal. I teknisk henseende stod manufakturerne ikke højt, idet arbejdet hovedsagelig foregik ved håndkraft, eventuelt med vandkraft til hjælp; men da de store tekniske fremskridt var gjort omkring år 1800 (dampmaskiner, spinde- og vævemaskiner og så videre) og efterhånden toges i anvendelse af industrien, fik manufakturerne i deres teknik en anden karakter, og grænsen mellem manufaktur og fabrikker slettedes derved ud. »Fabrik« kom til at omfatte enhver industriel virksomhed med dampmaskinanlæg, og ordet manufaktur fortrængtes. Ligeledes ordet »manufakturist« om en arbejder i manufakturer, mens der fx med hensyn til »manufakturvarer« foregik en forskydning i betydning; da manufakturer i særlig grad fremstillede tekstilvarer (særlig vævede stoffer), kom manufakturvarer til udelukkende at betyde tekstilvarer i videre omfang.